# Antonio López Habas
Antonio López Habas (Pozoblanco, Província de Còrdova, 28 de maig de 1957) és un exfutbolista i entrenador espanyol que dirigeix l'ATK Mohun Bagan FC de la Superlliga de l'Índia.

## Trajectòria

### Com a jugador
Va començar al CD Pozoblanco i a continuació es va incorporar al planter del Sevilla FC, amb el qual va debutar en Primera Divisió en la temporada 1978-79. Va continuar la seva carrera al Burgos CF, el Real Murcia CF i el Club Atlètic de Madrid, on va patir una lesió de genoll que el va obligar a abandonar el futbol professional als vint-i-nou anys.

### Com a entrenador
Va iniciar la seva carrera al Club Atlètic de Madrid com a entrenador del seu equip juvenil, amb el qual va ser subcampió d'Espanya, i també va dirigir a l'Atlètic Madrileny. Posteriorment, va dirigir el CD Las Rozas a Tercera Divisió i el Real Aranjuez CF a Segona Divisió B. El 1994 va fer d'assistent de Xabier Azkargorta a la selecció boliviana, a més d'entrenar el Club Bolívar de La Paz, amb el qual va aconseguir el Campionat de primera divisió.
Posteriorment, va dirigir la UE Lleida abans de tornar a la selecció boliviana com a entrenador per a la Copa Amèrica 1997, en la qual va perdre la final contra el Brasil per 3-1. El 1998 va tornar a Espanya per entrenar el Real Sporting de Gijón a Segona Divisió. La temporada 2000-01 es va incorporar al València CF com a segon entrenador de Rafa Benítez. Va ser primer entrenador del València en la temporada 2004-05 en substitució de Claudio Ranieri. Una altra etapa com a entrenador del CD Tenerife en la temporada 2005-06 i segon entrenador del RC Celta de Vigo amb Hristo Stoítxkov en la temporada 2007-08 i com a entrenador principal després del seu acomiadament.
Posteriorment, va continuar la seva carrera com a segon entrenador del Mamelodi Sundowns FC de Sud-àfrica, sent subcampions de la PSL sud-africana. Continua la seva carrera als Mamelodi Sundowns, alçant-se amb el campionat d'hivern i renunciant al seu càrrec posteriorment en la temporada 2010-11. La temporada 2012-13 és entrenador del Bidvest Wits FC de la PSL de Sud-àfrica.
El juliol de 2014 es va confirmar la seva incorporació a l'Atlètic de Kolkata — franquícia de l'Atlètic de Madrid en la Superliga de l'Índia-, amb el qual es va proclamar campió de la competició en la temporada 2014. Va continuar dirigint el club en l'edició de 2015, en la qual va aconseguir les semifinals, i a l'abril de 2016 es va anunciar la seva contractació pel FC Pune City. Allà s'hi va estar durant un any i mig, fins al setembre de 2017, quan es va desvincular del club. Al maig de 2019 va retornar a l'ATK i va aconseguir el campionat de la Superlliga per segona vegada en la campanya 2019-20.